# AllMovie
Allmovie (първо наименование – All Movie Guide) е онлайн база от данни с информация за актьори, филми и телевизионни сериали.
Създаден е от Майкъл Ерлевайн и Владимир Богданов като част от проекта All Media Guide, заедно с All Music Guide и All Game Guide. Съдържа информация за филми и професионални рецензии.